# 도키와 (장갑순양함)
도키와(常磐)는 일본 제국 해군의 장갑순양함으로 아사마급 장갑순양함 2번함이다. 필립 와츠의 설계로 제작되었으며, 영국의 암스트롱 휘트워스가 매각을 위해 잠재 생산하고 있던 물건을 구입한 것이다.

## 개요
도키와는 아사마에 이어 영국의 암스트롱 휘트워스에서 건조되었다. 1897년 1월 6일에 암스트롱 휘트워스에서 착공, 1898년 7월 6일 진수했다. 1899년 5월 18일에 준공했다. 다음 날 5월 19일 일본으로 출발하여, 7월 17일에 요코스카에 도착했다.
1904년 러일 전쟁에서 가미무라 히코노조 중장이 이끄는 제2함대 제2전대에 소속되어 참전했다. 여순항 해전, 울산 해전, 쓰시마 해전에 참가하여 일본 해군 장갑순양함대의 위력을 보였다.
제1차 세계 대전에서 청도 방면에 출동했으며, 독일의 동양 함대(막시밀리안 폰 스페 백작)를 찾기를 위해 하와이 방면으로 발을 뻗었다. 세계 대전이 끝난 후 연습선 임무에 투입되었으며, 1921년 9월 1일에 일등해방함으로 분류되었다.
다이쇼 시대에 일본 해군 부설함은 새로 건조한 부설함 ‘가쓰리키’(勝力)와 순양함으로 단장한 ‘쓰가루’(津軽)와 ‘아소’(阿蘇) 세 척을 가지고 있었지만, ‘쓰가루’가 노후화되었기 때문에, ‘도키와’는 ‘쓰가루’를 대체할 수 있는 함으로 1922년부터 1923년에 걸쳐 해방함에서 부설함으로 개조하였고, 후방 주포와 부포의 일부, 어뢰발사관 등을 철거하고 기뢰 500개를 탑재했다. 1926년에는 기뢰의 연속 부설이 가능하도록 더욱 개조되었다.

## 이력
- 1897년 1월 6일 영국 암스트롱 휘트워스 에루짓쿠 조선소에서 기공
- 1898년 7월 6일 진수
- 1899년 5월 18일 준공. 1등순양함으로 분류
  - 7월 17일 요코스카에 도착
- 1904년 8월 14일 울산 해전
- 1905년 5월 27일 쓰시마 해전
- 1921년 9월 1일 1등 해방함 등급으로 변경
- 1922년 9월 30일 부설함 등급으로 변경
- 1923년 보수 공사 완료
- 1927년 8월 1일 사에키 만에서 기뢰 폭발 사고. 사망자 실종자 35 명, 부상자 68 명.
- 1941년 개전 시 제4함대 19전대
- 1942년 2월 1일 콰잘레인 환초에서 미 함재기의 공격을 받아 손상
- 1943년 7월 21일 제5함대 제 52 근거지대 주력
- 1944년 1월 20일 제18전대를 편성. 해상 호위 총사령부에 편입
  - 1월 24일 동중국해에 1차 대잠 기뢰 암초 부설 (제1회)
  - 2월 18일 동중국해에 1차 대잠 기뢰 암초 부설 (제2회)
  - 3월 13일 동중국해에 1차 대잠 기뢰 암초 부설 (제3회)
  - 4월 23일 동중국해에 1차 대잠 기뢰 암초 부설 (제4회)
  - 5월 14일 대만 해협에 대잠 기뢰 암초 부설
  - 6월 5일 이시가키 섬 주변에 대잠 기뢰 암초 부설
  - 6월 17일 미야코 섬 주변에 대잠 기뢰 암초 부설
  - 11월 23일 황해 입구 대잠 기뢰 암초 강화
- 1945년 1월 2일 동중국해에 제2차 대잠 기뢰 암초 부설 (제1회)
  - 1월 6일 동중국해에 제2차 대잠 기뢰 암초 부설 (제2회)
  - 2월 27일 동중국해에 제2차 대잠 기뢰 암초 부설 (제3회)
  - 4월 14일 간몬 해협 동쪽 출구에서 촉뢰
  - 4월 16일 쓰시마 서해에 대잠 기뢰 암초 부설 (제1회)
  - 5월 13일 쓰시마 동해로에 대잠 기뢰 암초 부설 (제1회)
  - 5월 21일 쓰시마 서해로에 대잠 기뢰 암초 부설 (제2회)
  - 6월 1일 쓰시마 동해로에 대잠 기뢰 암초 부설 (제2회)
  - 6월 3일 마이즈루 만 입구에서 촉뢰
  - 6월 27일 라페 루즈 해협 서쪽 출구에 대잠 기뢰 암초 부설 (제1회)
  - 6월 30일 라페 루즈 해협 서쪽 출구에 대잠 기뢰 암초 부설 (제2회)
  - 8월 9일 오 미나토에서 미 함재기의 공격을 받아 손상
  - 8월 15일 아시사키 동쪽 해안에 좌초
  - 11월 30일 퇴역
- 1946년 - 1947년 해체